# Bark like a Dog
Bark like a Dog è l'ottavo album della punk band statunitense Screeching Weasel.

## Tracce
1. Get off My Back – 2:38
2. Cool Kids – 2:13
3. First Day of Summer – 3:38
4. You'll Be in My Dreams Today – 2:38
5. You Blister My Paint – 3:20
6. Stupid Girl – 2:38
7. Phasers on Kill – 2:29
8. Handcuffed to You – 3:25
9. (She Got) Electroshocked – 2:27
10. It's Not Enough – 3:52
11. I Will Always Be There – 2:38
12. Your Name Is Tattooed on My Heart – 2:46

## Formazione
- Ben Weasel - voce, chitarra
- John Jughead - chitarra
- Danny Vapid - basso
- Dan Panic - batteria